# Kirill Trofimowitsch Masurow

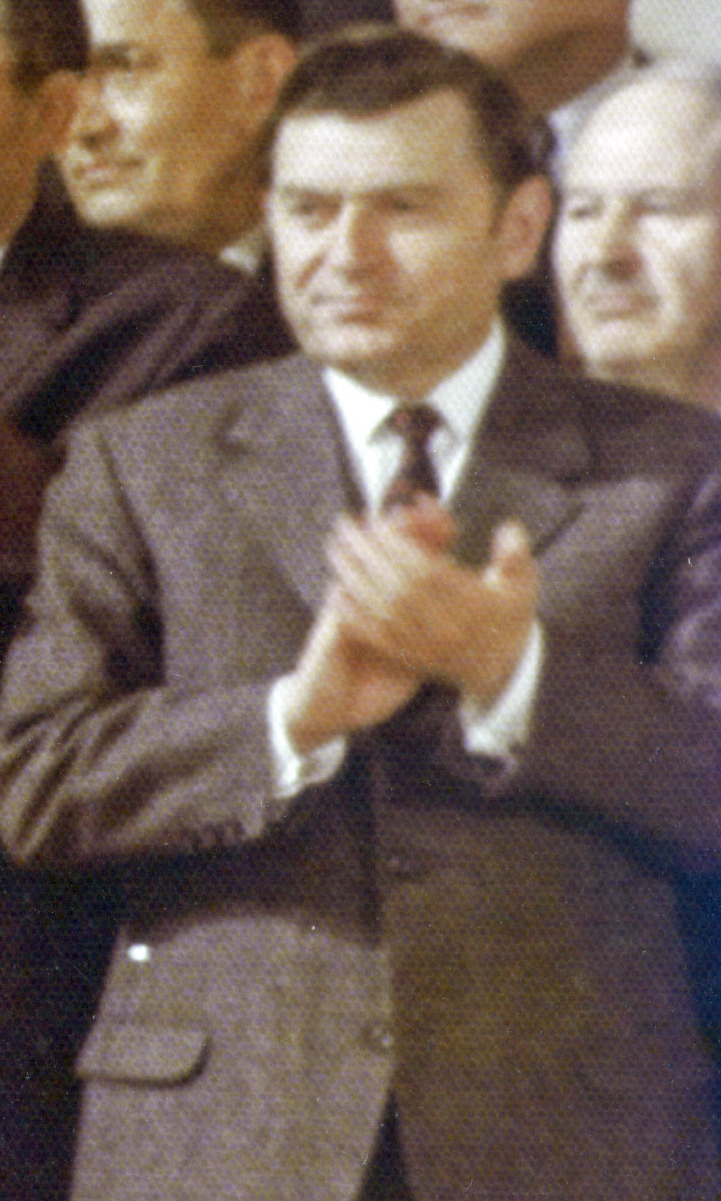
Kirill Masurow, 1972

Kirill Trofimowitsch Masurow (russisch Кирилл Трофимович Мазуров Kirill Trofimovič Mazurov, belarussisch Кірыл Трафімавіч Мазураў Kiryl Trafimavič Mazuraŭ) (* 25. Märzjul. / 7. April 1914greg., Rudnja Pribytowskaja, Gouvernement Mogiljow; † 19. Dezember 1989) war ein sowjetischer Politiker belarussischer Herkunft.

## Leben

### Aufstieg
Masurow studierte Straßenbau am Technikum in Gomel. Er war von 1939 bis 1941 Komsomolmitarbeiter in Belarus. 1940 wurde er Mitglied der KPdSU. Er kämpfte im Zweiten Weltkrieg als Partisan hinter den deutschen Linien. Er besuchte die Parteihochschule und war seit 1942 Komsomolsekretär und ab 1946 Erster Komsomolsekretär von Belarus, 1949 bis 1950 Sekretär und ab 1950 bis 1953 Erster Sekretär der KP des Stadtkomitees von Minsk.

### Parteiführer in Belarus
Von 1953 bis 1956 war er Vorsitzender des Ministerrats der Belarussischen SSR und von 1956 bis 1965 Erster Sekretär der Partei und somit Parteichef der KP von Belarus. Ebenso war er von 1956 deshalb auch Mitglied des Zentralkomitees der KPdSU und von 1957 bis 1965 Kandidat des Politbüros der KPdSU. Er unterstützte Nikita Chruschtschow gegen die Altstalinisten und forderte 1961 auf dem XXII. Parteitag der KPdSU den Ausschluss von Georgi Malenkow aus der Partei. Beim Sturz Chruschtschows im Oktober 1964 unterstützte er jedoch Leonid Breschnew.

### Im Zentrum der Macht
1965 stieg er auf in das höchste politische Gremium der UdSSR, er wurde Vollmitglied im Politbüro der Kommunistischen Partei der Sowjetunion (KPdSU), und zwar in der Zeit vom 26. März 1965 bis zum 27. November 1978. Zugleich wurde er anstelle von Dmitri Ustinow Erster Stellvertretender Ministerpräsident der UdSSR im Kabinett von Alexei Kossygin für die Zeit vom 27. März 1965 bis 1978. Er schied 1978 aus gesundheitlichen Gründen aus seinen wichtigen politischen Ämtern aus, war dann aber noch von 1986 bis zu seinem Tod 1989 Vorsitzender des Altunionsrats der Kriegs- und Arbeiterveteranen.